# Полоцкий, Семён Захарович
Семён Анато́льевич По́лоцкий (настоящее отчество — Ааронович; 12 мая 1905, Варшава — 27 марта 1952) — русский поэт и писатель, сценарист.

## Биография
Родился в Варшаве, в семье  Аарона Шмаевича (Анатолия Семёновича) Полоцкого и Лизы Шмуйловны (Елизаветы Самойловны) Полоцкой (в девичестве Фельдман). Окончил правовой факультет в Петроградском университете.
Литературную деятельность начал как поэт — имажинист (печатался в Казани с 1919 года). Участник казанской группы имажинистов «Витрина поэтов», выпустившей два сборника с его участием: «Тараном слов» (Казань, 1921) и «Заповедь зорь» (Казань, 1922).
Член Петроградского «Воинствующего Ордена Имажинистов» со дня основания в конце 1922 года наряду с Григорием Шмерельсоном, Иваном Афанасьевым—Соловьевым, Владимиром Ричиотти и другими.
Участвовал в сборниках «Ордена» «В кибитке вдохновения» (1923) и «Ровесники» (1925). Печатался в журнале имажинистов «Гостиница для путешествующих в прекрасном» (N 4 за 1924 год — стихотворение «Опять у озера…»).
Много писал для детей: рассказы в стихах «Красные дети на белом свете» (1925) и «Женька-пионер» (1926), книги «Наша книжка о том, у кого какой дом» (1926), «Лушины груши», «Игрушки» (1927), «Как вас», проиллюстрированную Т. Н. Глебовой (1928).
В соавторсрве с Андреем Шмульяном  написан сатирический роман «Чёрт в Совете Непорочных» (1928).
Автор пьес «Аппарат» (1930) и «Вечная молодость» (1935).
В творческом тандеме с Матвеем Тевелевым работал со студиями Ленфильм, ЦОКС (киносценарии к фильмам «Аринка» (1939), «Старая гвардия» (1941)). Автор очерка «Константин Эггерт» о стиле творчества актёра и режиссёра Константина Эггерта, вышедшего двумя изданиями (1927, 1929).

## Фильмография
1. 1939 — Аринка (совместно с М. Тевелевым)
2. 1940 — Переход (совместно с М.Тевелевым)
3. 1941 — Старая гвардия (совместно с М.Тевелевым)
4. 1942 — Боевой киносборник № 12 Эпизод «Ванька» (совместно с М.Тевелевым)
5. 1942 — Варежки (совместно с М.Тевелевым)